# Paweł Kunachowicz
Paweł Andrzej Kunachowicz (ur. 1970) – polski radca prawny, przedsiębiorca, ultramaratończyk, alpinista, międzynarodowy przewodnik wysokogórski certyfikowany w IFMGA.

## Życiorys

### Pochodzenie
Urodził się w 1970 roku jako syn Krzysztofa Kunachowicza (ur. 1927), inżyniera, pracownika Instytutu Lotnictwa, zastępcy głównego konstruktora do spraw awioniki i systemów elektrycznych przy konstrukcji samolotu PZL I-22 Iryda; i Hanny z domu Sławińskiej.
Jego wuj Andrzej „Negro” Sławiński oraz jego kuzyn Rafał Sławiński zostali wspinaczami górskimi.
Jego dziadek Andrzej Kunachowicz był pułkownikiem kawalerii Wojska Polskiego i uczestnikiem obu wojen światowych.

### Działalność prawnicza i biznesowa
Ukończył studia prawnicze na Uniwersytecie Warszawskim. Studiował także na Vrije Universiteit w Amsterdamie oraz na Uniwersytecie w Strasbourgu. Po uzyskaniu dyplomu pracował przez dwa lata na Wydziale Prawa Uniwersytetu Warszawskiego, w Katedrze Prawa Handlowego. Następnie podjął pracę w firmie prawniczej Hogan & Hartson w Waszyngtonie oraz w funduszu Caresbac Polska. Wyspecjalizował się w prawie gospodarczym i administracyjnym, m.in. w prywatyzacji i restrukturyzacji firm. Od 1998 roku prowadził wraz ze wspólnikami praktykę prawniczą w ramach spółki Kunachowicz & Co.
W lipcu 2012 roku wszedł w skład rady nadzorczej Amber Gold. Był sekretarzem rady tego przedsiębiorstwa. Zrezygnowawszy z członkostwa w radzie spółki, zakończył współpracę z Amber Gold z dniem 2 sierpnia 2012. W związku ze współpracą z Amber Gold zeznawał 8 listopada 2017 przed sejmową komisją śledczą do sprawy Amber Gold.
Od lutego 2016 zasiadał w zarządzie spółki Nexynet z siedzibą w Warszawie.
Współprowadzi otwartą w 2017 roku restaurację Guga w Gdańsku.

### Wspinaczka górska i bieganie
Już w szkole podstawowej przejawiał zainteresowanie bieganiem, startując w biegach na tysiąc metrów. W dojrzałym życiu z czasem zrezygnował z pracy w kancelarii prawniczej, by poświęcić się aktywnościom fizycznym, w szczególności wspinaczce wysokogórskiej i bieganiu.
W 2002 roku w Berlinie przebiegł pierwszy w życiu maraton z czasem 3:37:51. W 2009, 2010 i 2012 roku uczestniczył w biegu Biegnij Warszawo, dwukrotnie plasując się w pierwszej dwusetce (w 2012 na niemal dziesięć tysięcy uczestników), i zajmując pośród osób ze swojego rocznika w 2009 – pierwsze, a w 2012 – drugie miejsce. Z czasem zaczął startować w ultramaratonach. Przebiegł m.in. Ultra Trail du Mont Blanc (166 kilometrów, 2018), TDS z Courmayer do Chamonix (120 kilometrów), Ultra Trail de la Serra de Montsant (100 kilometrów).
W 2002 roku trawersował Spitsbergen. Był na dwóch dużych wyprawach w Himalajach, gdzie wspiął się na wysokość 6700 metrów n.p.m.. W Andach wspiął się na wysokość 6789 metrów n.p.m., zdobywając Huascarán. Wspinał się w przedziale VI–VII w skali UIAA. Wszedł m.in. na Les Droites, Piz Badile i Aiguille du Dru, trzy spośród siedmiu klasycznych północnych ścian alpejskich. Zjechał na nartach ze szczytu Muztagata (7546 metrów n.p.m.) w Pamirze, w Chinach.
Uzyskał licencję przewodnika wysokogórskiego zrzeszonego w IFMGA. Pracuje głównie w Chamonix jako instruktor narciarski i wspinaczkowy. W sezonie od maja do września zajmuje się wspinaczką alpejską, prowadząc grupy wspinaczkowe na najpopularniejsze szczyty Alp, m.in. Mont Blanc, Eiger, Matterhorn, Gran Paradiso i Dufourspitze. Ponadto pracuje na wyspie Hokkaido w Japonii, w lokalnej przewodnickiej firmie Hokkaido Powder Guides (od stycznia do końca lutego). We wrześniu i październiku staje na czele wypraw w Indiach i Nepalu.
Posiada licencję skippera Royal Yachting Association.

### Życie prywatne
Jest w związku z Beatą Sadowską, z którą ma synów: Kosmę i Tytusa.

## Książki
- I jak tu nie podróżować (z dzieckiem). Wydawnictwo Otwarte, 2016. Brak numerów stron w książce Wraz z Beatą Sadowską.
- Zmiana. Jak na nowo napisać swoją życiową historię. Wydawnictwo Pascal, 2023